# Abuela Coca
Abuela Coca (spanisch: Großmutter Coca) ist eine 1991 gegründete Band aus Montevideo in Uruguay. Ihr Musikstil ist durch eine Mischung aus Rock, Reggae, Rap und afrikanisch-lateinischen Rhythmen geprägt. Die Bands La Vela Puerca und No Te Va Gustar sagen, dass sie von Abuela Coca inspiriert und maßgeblich beeinflusst wurden.

## Geschichte
Abuela Coca wird 1991 von Alfredo Gianotti (Gesang und Gitarre) zusammen mit den Musikern Cacho Rodríguez (Perkussion), Javier Bonga (Saxophon) und Omar Santiago (Bass) als Los Asesinos de la Abuela Coca (spanisch: Die Mörder der Großmutter Coca) in Montevideo gegründet. Der Bandname spielt auf eine alte Frau aus dem Heimatviertel der Musiker an, die wegen ihrer Weisheit und Heilkunst mittels natürlicher Methoden geehrt und geachtet ist. Umgangssprachlich bedeutet Coca in Uruguay auch die „freundliche und warme“ Koseform der Großmutter.
Im Frühjahr 1996 erscheint das erste Album Abuela Coca. Das 1998 erscheinende Album Después te Explico (spanisch: Ich erklär's dir später) erreicht in Uruguay den Status der goldenen Schallplatte. Das 2001 veröffentlichte Album El Ritmo del Barrio (spanisch: Der Rhythmus des Stadtviertels) wird in Eigenregie aufgenommen und verkauft und bringt erste internationale Erfolge für Abuela Coca. Erste Tourneen in Argentinien, Brasilien und Europa werden unternommen. 2004 veröffentlicht Übersee Records das Album auch in Deutschland. Ende 2005 erscheint in Uruguay und Europa das Album El Cuarto de la Abuela (spanisch: Das Zimmer der Großmutter). 2007 erscheint zum 15-jährigen Bandjubiläum das Livealbum Asesinos Son (spanisch: „Sie sind Mörder“). Für 2008 ist eine Live-DVD geplant.

## Stil
Die Band bezeichnet ihren Stil als „Tuco“. Sie mischen Rock, Salsa, Reggae, Ragga, Funk, Ska, Jazz und traditionelle uruguayische Stile wie Candombe oder Murga.
Die Liedtexte handeln vom täglichen Leben der Musiker in Uruguay, Politik wird eher poetisch behandelt.

## Diskografie
- 1996: Abuela Coca (Perro Andaluz Records)
- 1998: Después te Explico (Sony Music Argentina, UY: Gold)[2]
- 2001: El Ritmo del Barrio (Eigenvertrieb, 2004: Übersee Records, 2007: Wiederveröffentlichung auf Übersee Records)
- 2005: El Cuarto de la Abuela (MMG und Übersee Records)
- 2007: Asesinos Son (Koala Records)
- 2010: Vos (Montevideo Music Group)
- 2017: En Vivo (Montevideo Music Group)